# Cerco de Marienburg (1410)
O cerco de Marienburg foi um cerco malsucedido de dois meses ao castelo em Marienburg (Malbork), a capital do estado monástico dos Cavaleiros Teutônicos. As forças conjuntas polacas e lituanas, sob o comando do rei Vladislau II e do grão-duque Vitautas, sitiaram o castelo entre 26 de julho e 19 de setembro de 1410 numa tentativa de conquista completa da Prússia após a grande vitória na Batalha de Grunwald (Tannenberg). No entanto, o castelo resistiu ao cerco e os Cavaleiros cederam apenas a pequenas perdas territoriais na Paz de Espinho (1411). MarienburgHeinrich von Plauen é creditado como o salvador dos Cavaleiros da aniquilação completa.